# Südwandhöhle
Die Südwandhöhle ist eine am Fuße der Dachstein-Südwand in Österreich gelegene seit 1886 bekannte Höhle. Sie wurde bereits 1910 von Hermann Bock höhlenkundlich untersucht und auf etwa 400 m Länge bis zum Dom vermessen. Obwohl bereits Bock eine mögliche Fortsetzung im Deckenbereich des Domes vermutete, gelang der Durchbruch erst 1980, als Mitglieder der ÖAV-Forschergruppe Schladming zwei Wandstufen überwanden und in neue Höhlenteile vordrangen. Daraufhin fand in den 80er und 90er-Jahren eine rasche Erkundung der Höhle auf mehrere Kilometer Länge statt, wobei diese Teile zunächst nur grob vermessen und kaum höhlenkundlich dokumentiert wurden.
Zwischen 1998 und 2001 wurde im Rahmen einer Diplomarbeit durch Studenten der TU Dresden eine etwa 800 m lange Theodolit-Vermessung in Verbindung mit Profilaufnahmen durchgeführt. Mit einem Laserscanner wurden im Rahmen der Initiative "Dachstein inside 2006" Abschnitte im vorderen Bereich der Höhle dreidimensional erfasst. Die Arbeiten der TU Dresden können Grundlage für weiterführende wissenschaftliche Forschungen sein.
Seit 2001 erforschen und vermessen Mitglieder des Vereines für Höhlenkunde in Obersteier (Bad Mitterdorf) die Höhle systematisch. Die Arbeiten haben das Ziel, eine umfassende wissenschaftliche Dokumentation zu erarbeiten. Proben und Messauswertungen werden hauptsächlich vom Naturhistorischen Museum Wien ausgewertet.
Bisher war es möglich in 16, vorwiegend mehrtägigen Touren über 10,1 km Höhlengänge bei einer Niveaudifferenz von 509 m zu vermessen (Forschungsstand August 2007). Neun der Touren dienten fast ausschließlich der Aufnahme von bereits bekannten Höhlenteilen. Bei einer Tour im April 2006 gelang nach schwierigen Aufstiegen der Durchbruch in großräumiges Neuland. Die neu entdeckten Höhlenteile erstrecken sich sowohl unter dem Hallstätter-, wie auch unter dem Gosaugletscher.
Die sehr großen Raumbildungen sowie Anlage und Charakter des Objektes lassen auf einen genetischen Zusammenhang mit den Höhlen der Dachstein-Nordseite schließen.